# Vallée du Verraux et ruisseaux affluents (Fragne, Clavérolles, rio Buzet)
Le site vallée du Verraux et ruisseaux affluents (Fragne, Clavérolles, rio Buzet) est une zone naturelle d'intérêt écologique, faunistique et floristique (ZNIEFF) française du département de la Creuse, en région Nouvelle-Aquitaine.

## Situation
Dans le nord du département de la Creuse, le site « vallée du Verraux et ruisseaux affluents (Fragne, Clavérolles, rio Buzet) » ,, s'étend sur 10,52 km2, sur le territoire de six communes : principalement Clugnat (36 %), Parsac (commune nouvelle regroupant Parsac-Rimondeix et Blaudeix au 1er janvier 2025) (25 %), Domeyrot (21 %), Ladapeyre (11 % chacune), et de façon beaucoup plus limitée sur Saint-Silvain-sous-Toulx (près de 5 %) et Ajain (1,5 %).
Entre 290 et 400 mètres d'altitude, le long du cours du Verraux et de trois de ses affluents, le site est composé des vallées de ces cours d'eau, de zones humides et de bois.
Pour le Verraux, le site commence au lieu-dit la Chapelle, au nord de la route départementale 9 (commune Parsac-Rimondeix) jusqu'à sa confluence avec la Petite Creuse, sur une vingtaine de kilomètres. Pour le ruisseau de Fragne, il débute à l'aval du château de la Dauge à Ladapeyre. Le site inclut le ruisseau de l'Étang de Clavérolles depuis sa source à Ladapeyre et trois de ses affluents. Le rio Buzet en fait intégralement partie, depuis sa source à Saint-Silvain-sous-Toulx, avec deux petits affluents.

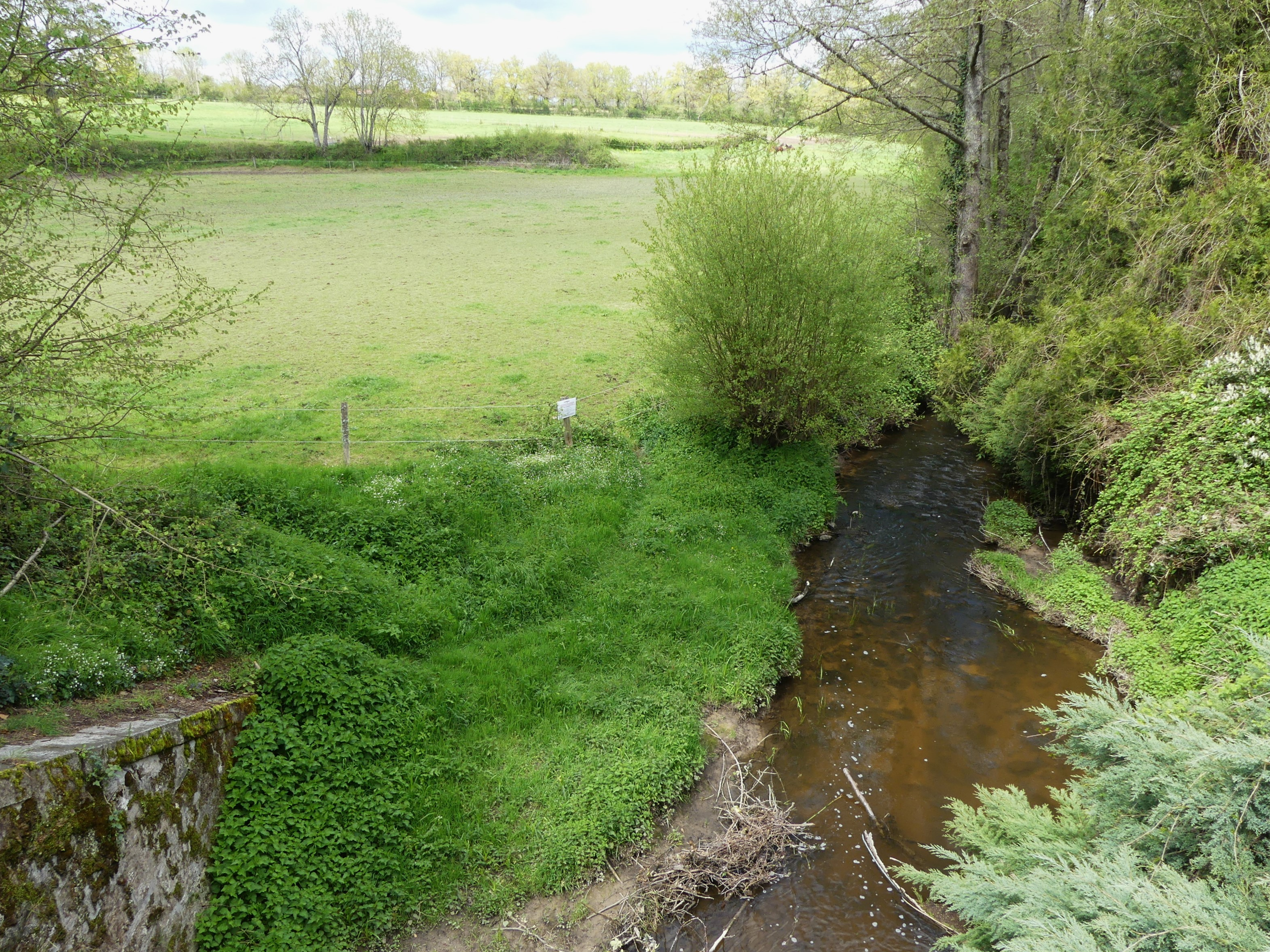
Le Verraux au lieu-dit la Chapelle à Parsac-Rimondeix, endroit où commence la ZNIEFF.
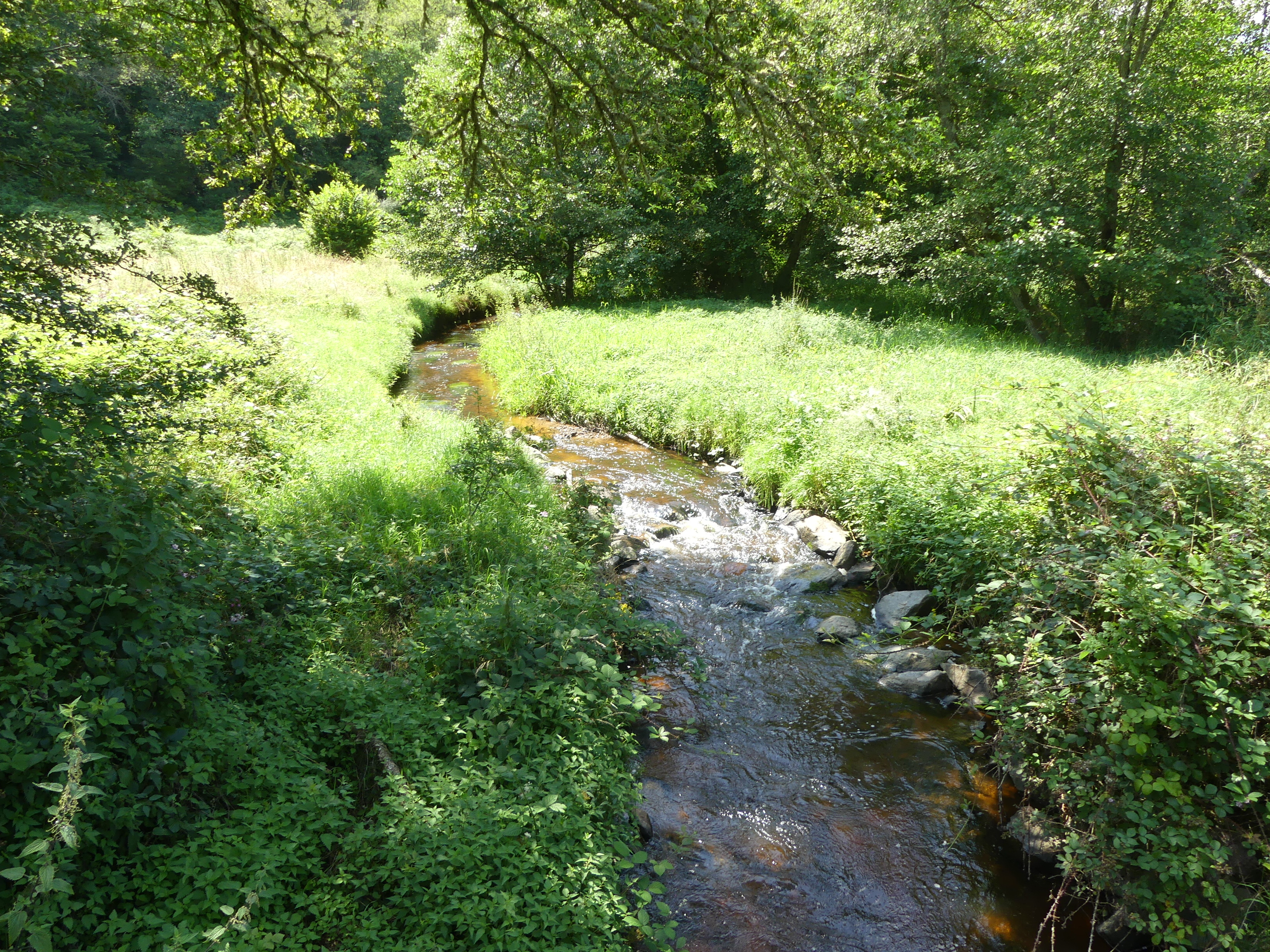
Le ruisseau de Fragne au lieu-dit le Moulin de la Roche, à Ladapeyre.
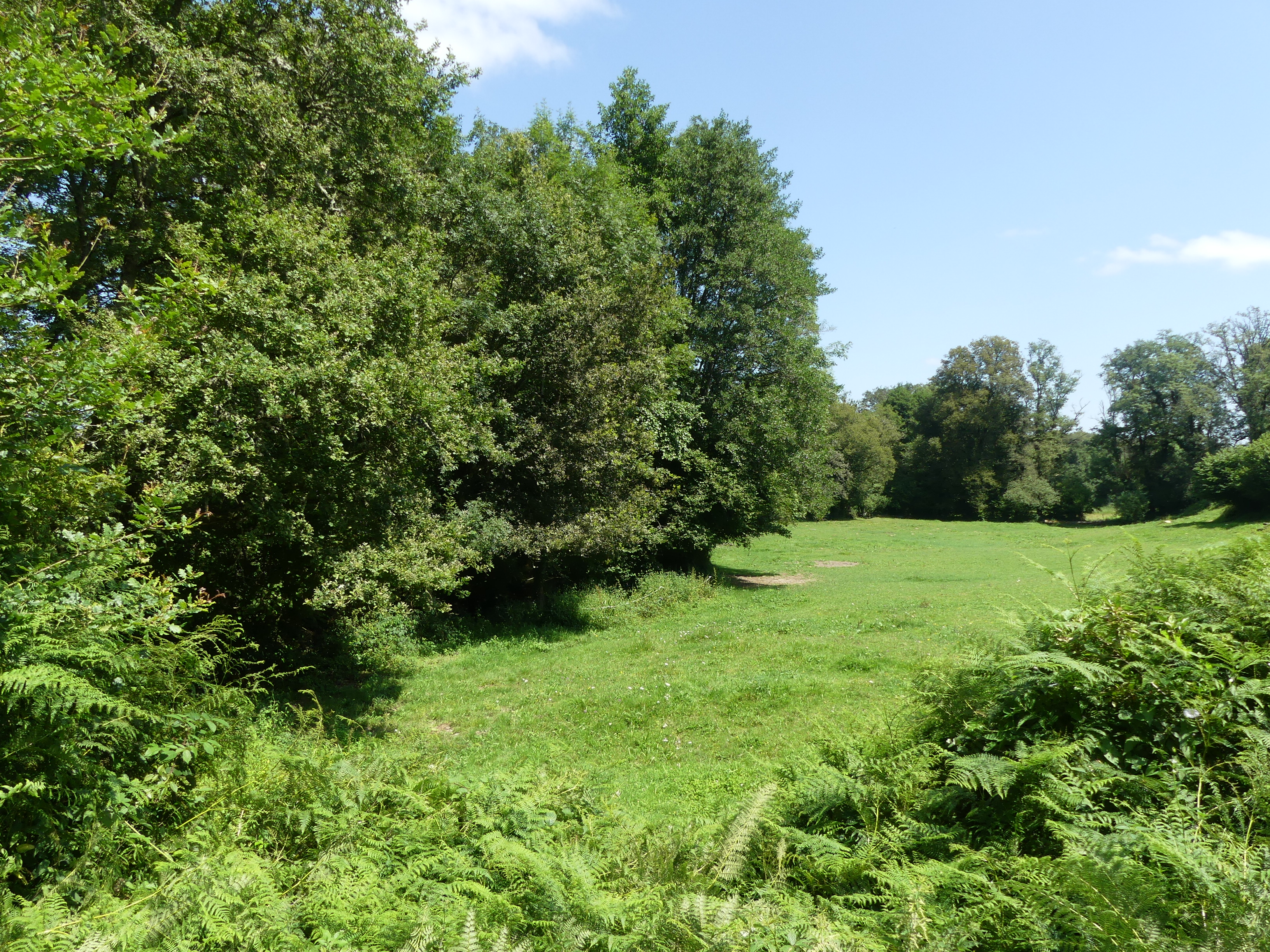
La vallée du ruisseau de Fragne au lieu-dit la Villatte, à Ladapeyre.
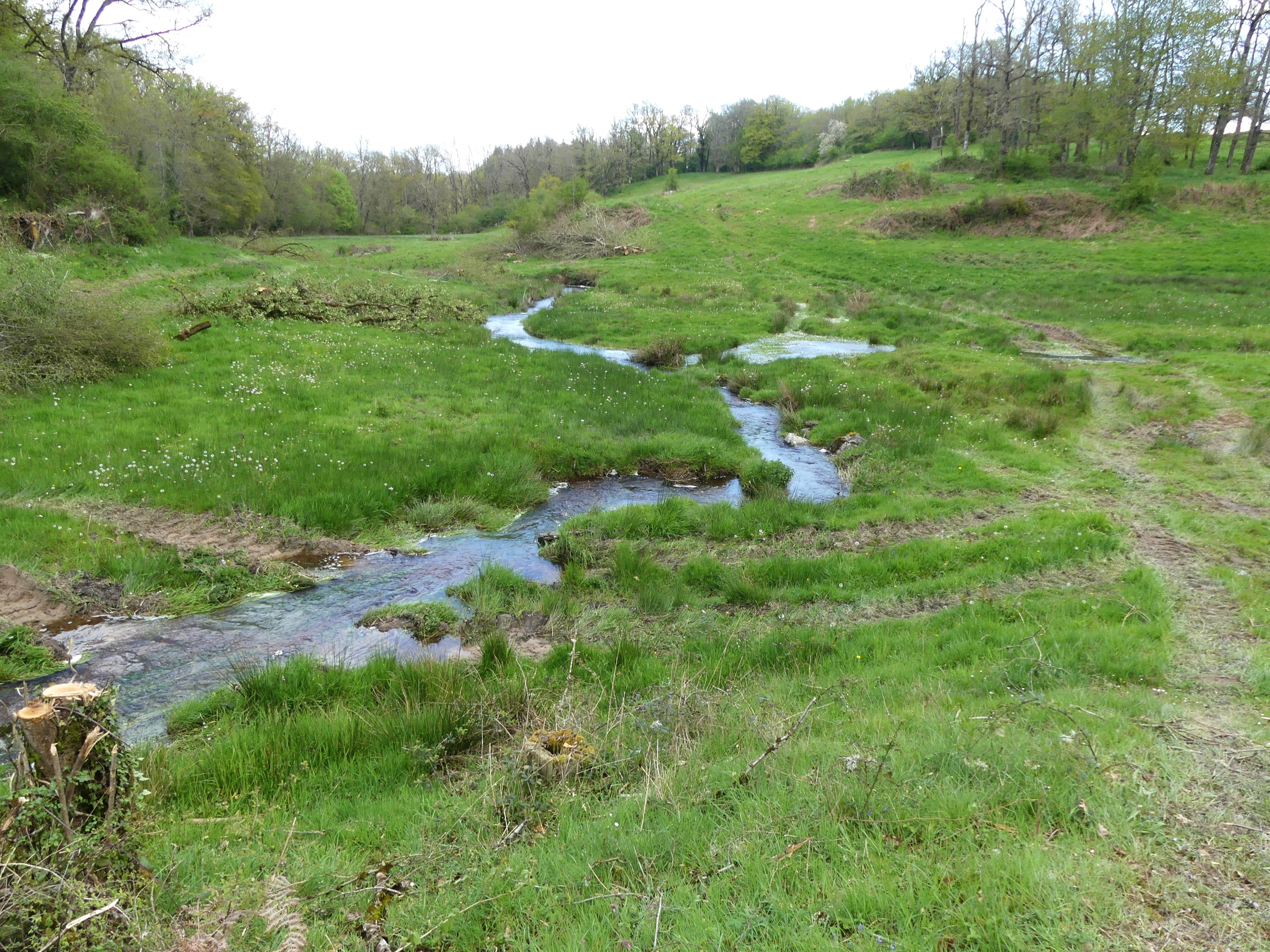
Le ruisseau de l'Étang de Clavérolles au pont de la RD 9, à Blaudeix.
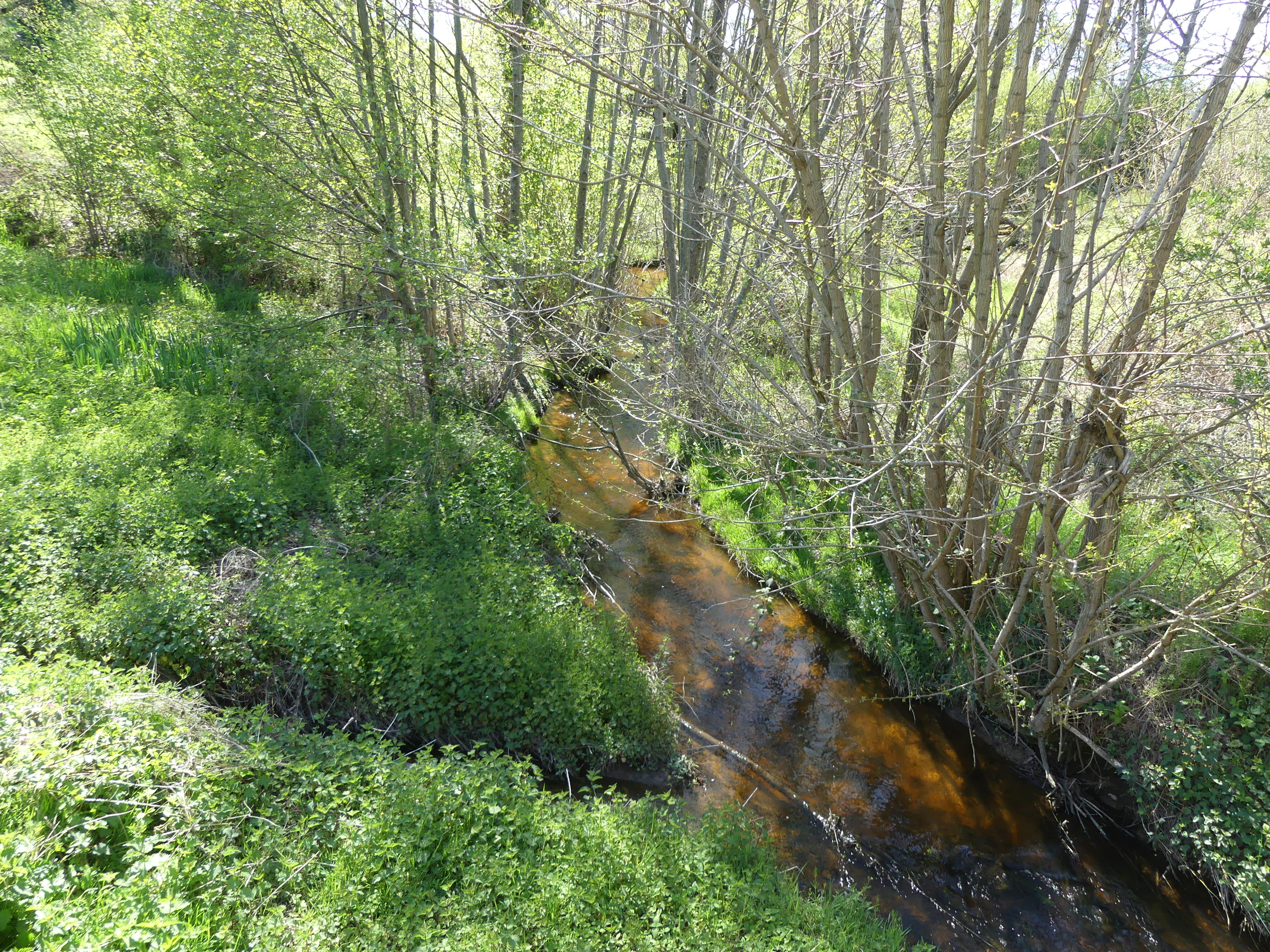
Le ruisseau de l'Étang de Clavérolles au lieu-dit Puy Rougier, à Blaudeix.

## Description
Le site « vallée du Verraux et ruisseaux affluents (Fragne, Clavérolles, rio Buzet) » est une zone naturelle d'intérêt écologique, faunistique et floristique (ZNIEFF) — un espace naturel inventorié en raison de son caractère remarquable — de type 2, c'est-à-dire que c'est un grand ensemble naturel riche, ou peu modifié, qui offre des potentialités biologiques importantes.
Des recensements y ont été effectués aux niveaux faunistique et floristique de 1998 à 2010.

## Habitats
Deux habitats déterminants sont présents sur le site : les communautés à Reine des prés et communautés associées ainsi que les zones à truites.

## Faune

### Espèces animales déterminantes
Douze espèces déterminantes d'animaux ont été répertoriées sur cette ZNIEFF :
- un insecte coléoptère en 2008 : Ernobius mollis (en) ;
- un mammifère en 2004 : la Loutre d'Europe (Lutra lutra) ;
- sept oiseaux de 2001 à 2010 : la Bondrée apivore (Pernis apivorus), le Busard Saint-Martin (Circus cyaneus), le Cincle plongeur (Cinclus cinclus), le Goéland de la Baltique (Larus fuscus fuscus), le Milan royal (Milvus milvus), le Petit Gravelot (Charadrius dubius) et le Tarin des aulnes (Spinus spinus) ;
- trois poissons en 1998 : le Chabot commun (Cottus gobio), la Lamproie de Planer (Lampetra  planeri) et la Truite fario (Salmo trutta fario).

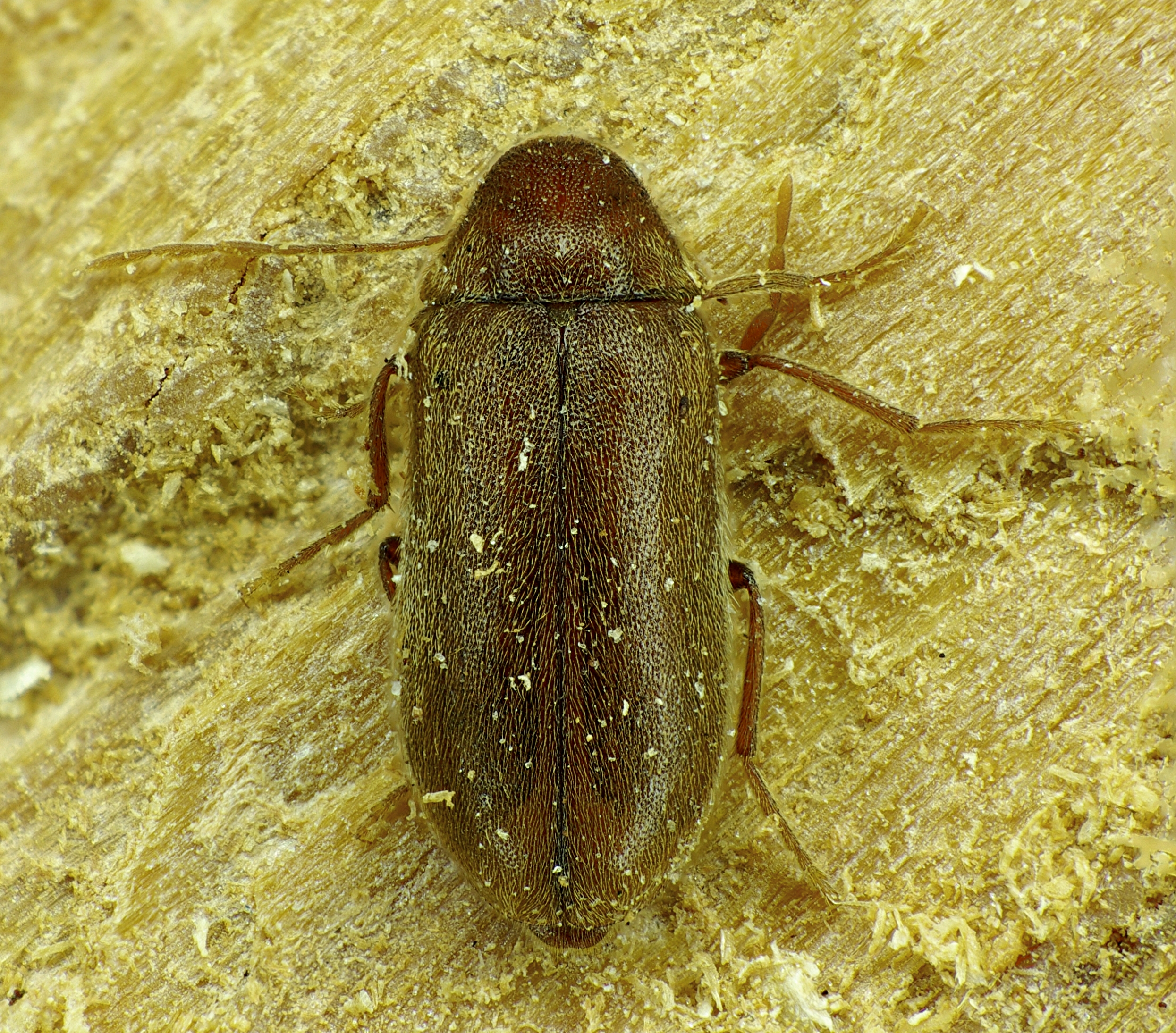
Ernobius mollis.
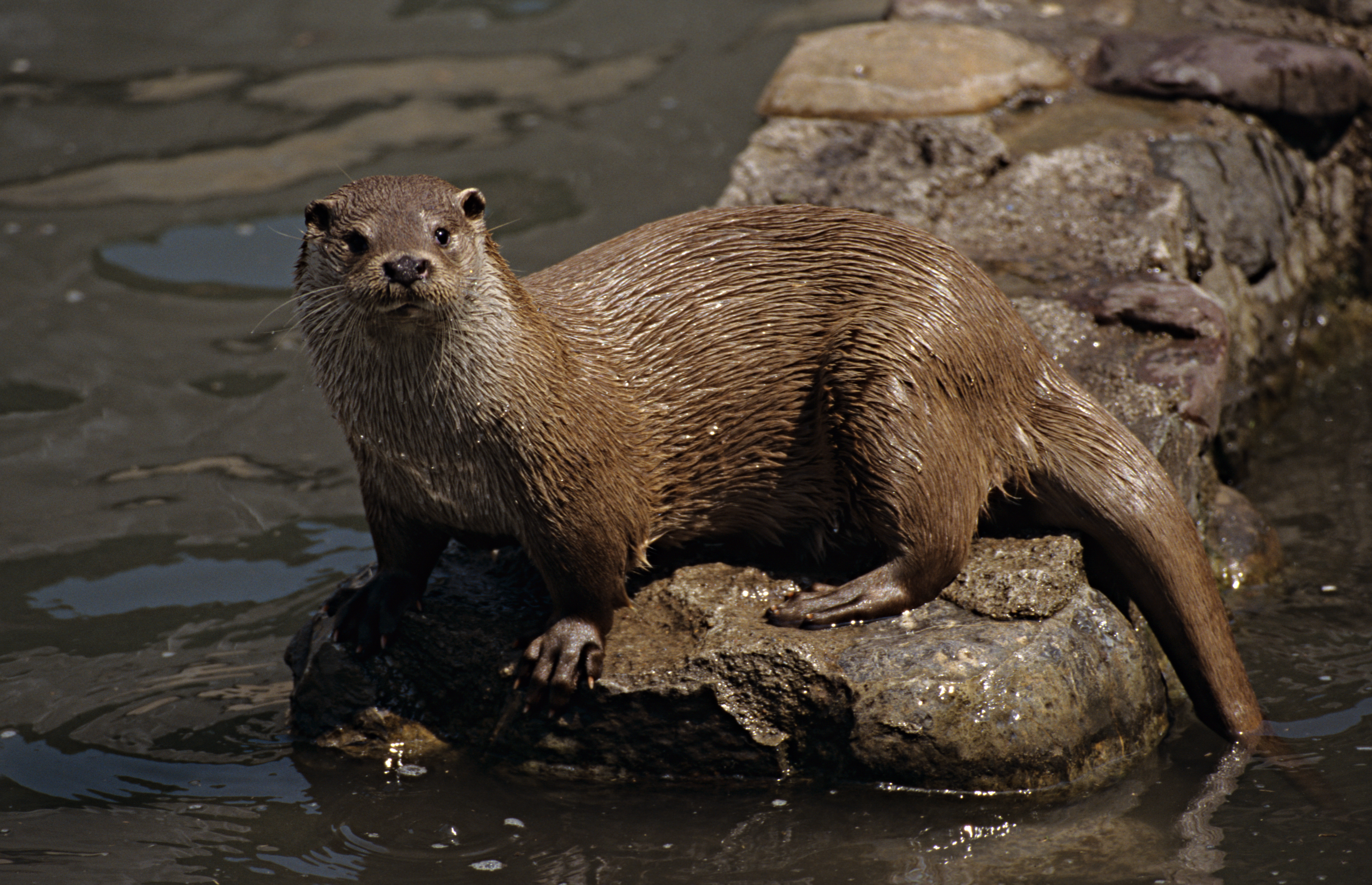
Loutre d'Europe.
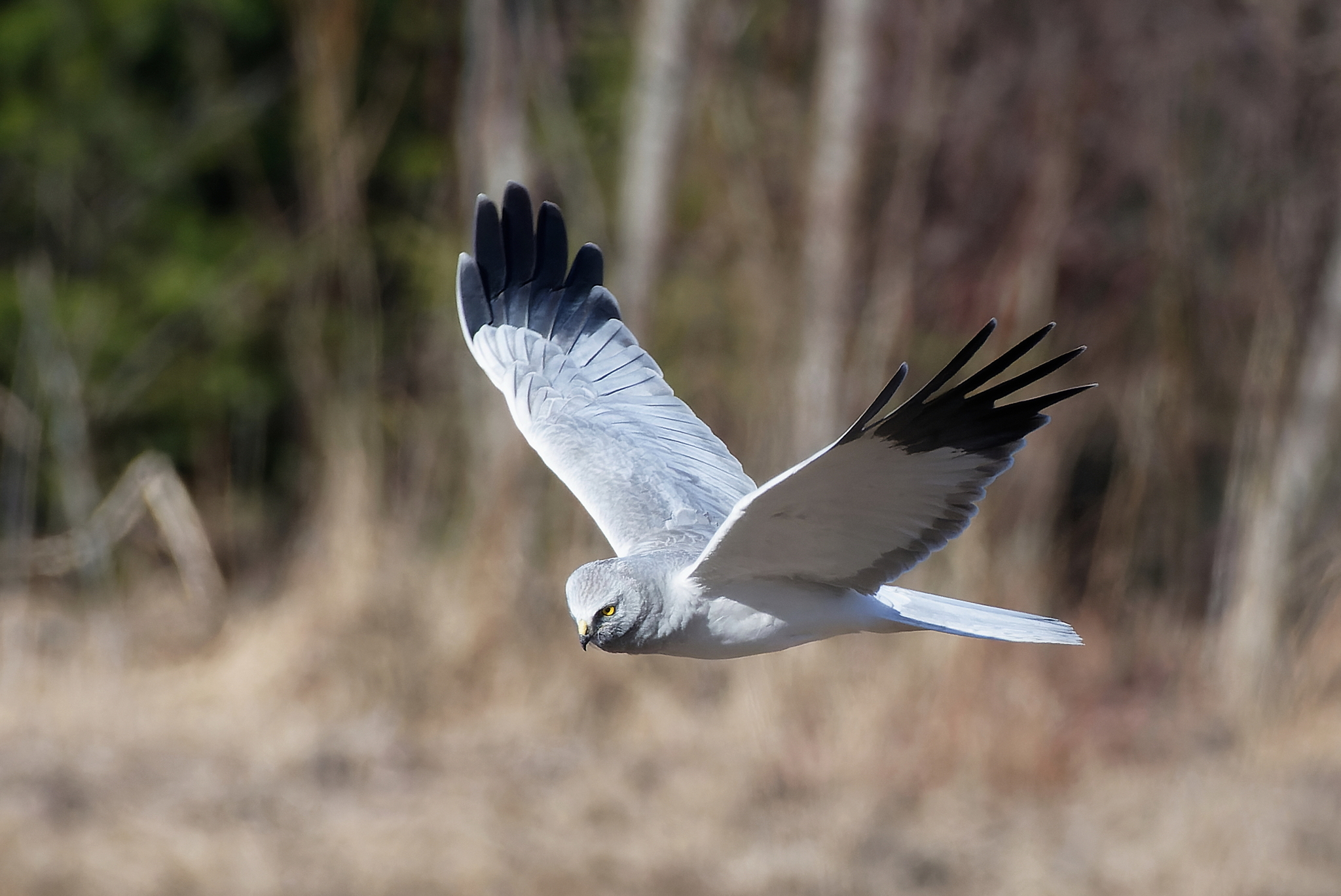
Busard Saint-Martin mâle en vol.
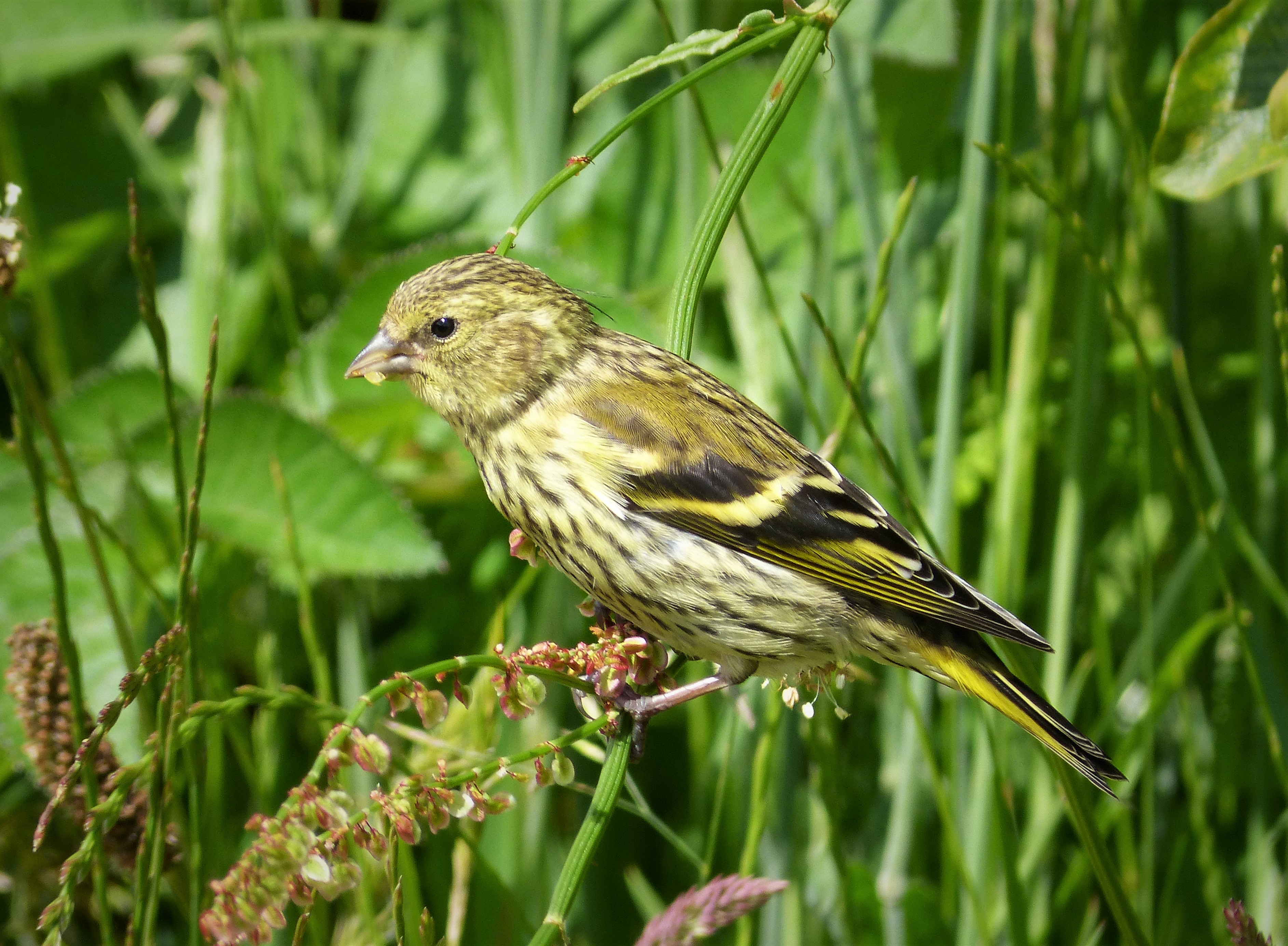
Tarin des aulnes femelle.
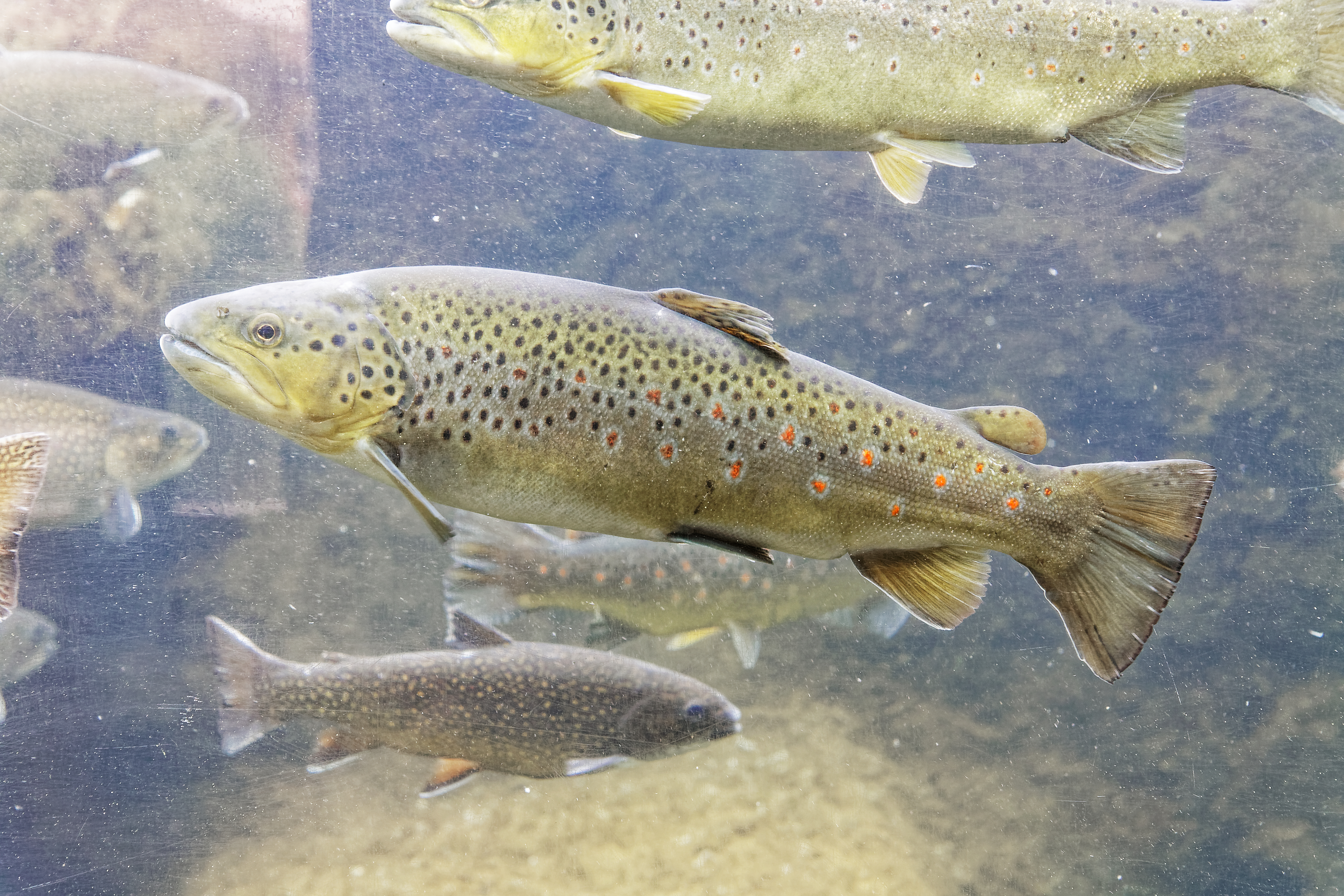
Truite fario.

### Autres espèces animales
Une autre espèce d'insecte coléoptère y a été recensée en 2008 : Strophosoma sus (pt).

### Protection de la faune
La Loutre d'Europe est protégée au titre de la directive habitats de l'Union européenne. Espèce en danger d'extinction en France, elle est protégée sur l'ensemble du territoire français.
Six espèces d'oiseaux de la ZNIEFF sont protégées au titre de la directive oiseaux de l'Union européenne : la Bondrée apivore, le Busard Saint-Martin, le Cincle plongeur, le Goéland de la Baltique, le Milan royal et le Petit Gravelot ; elles sont donc protégées sur l'ensemble du territoire français.
Deux espèces de poissons de la ZNIEFF, le Chabot commun et la Lamproie de Planer, sont protégée au titre de la Directive habitats ; la seconde l'est également sur l'ensemble du territoire français.

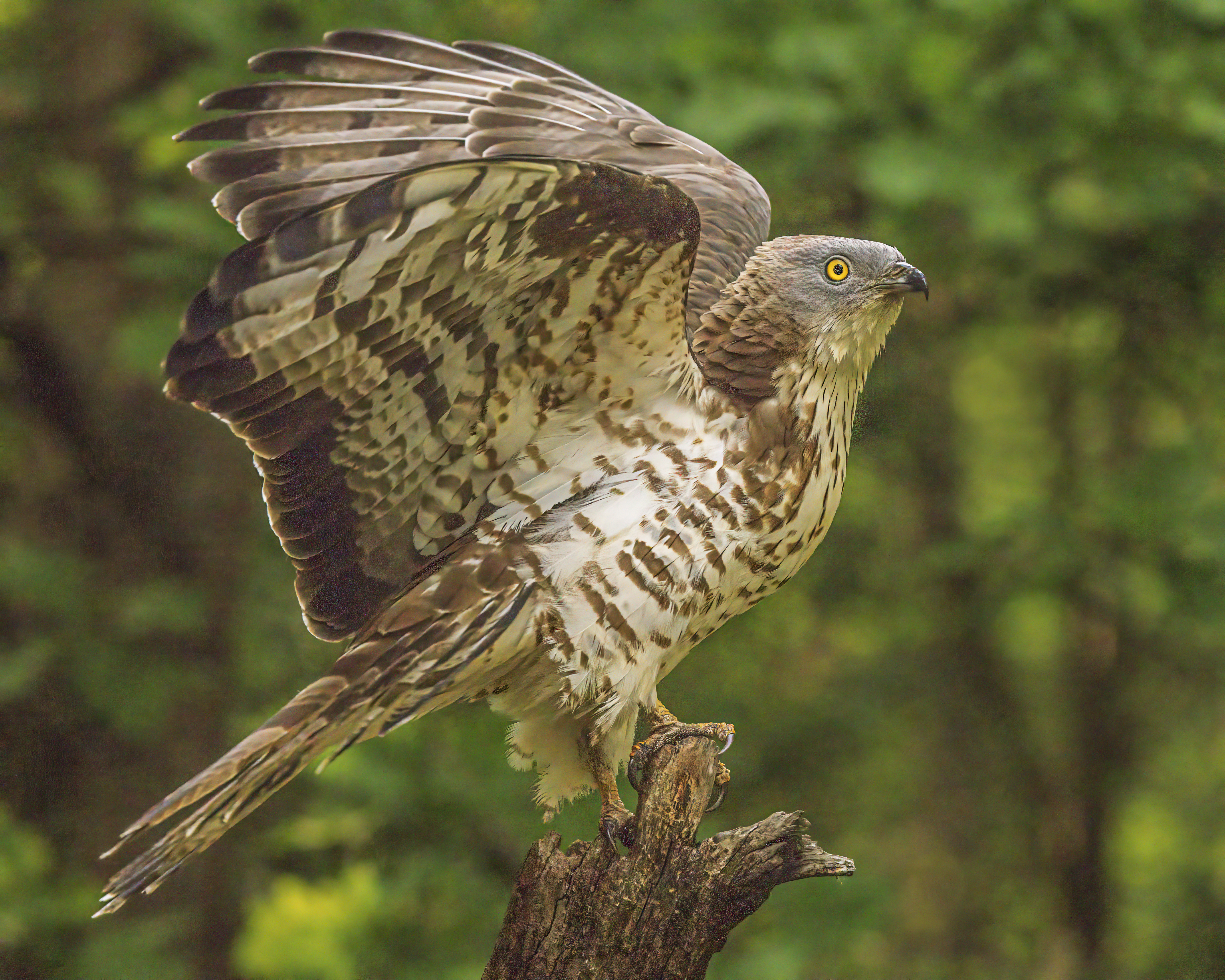
Bondrée apivore.
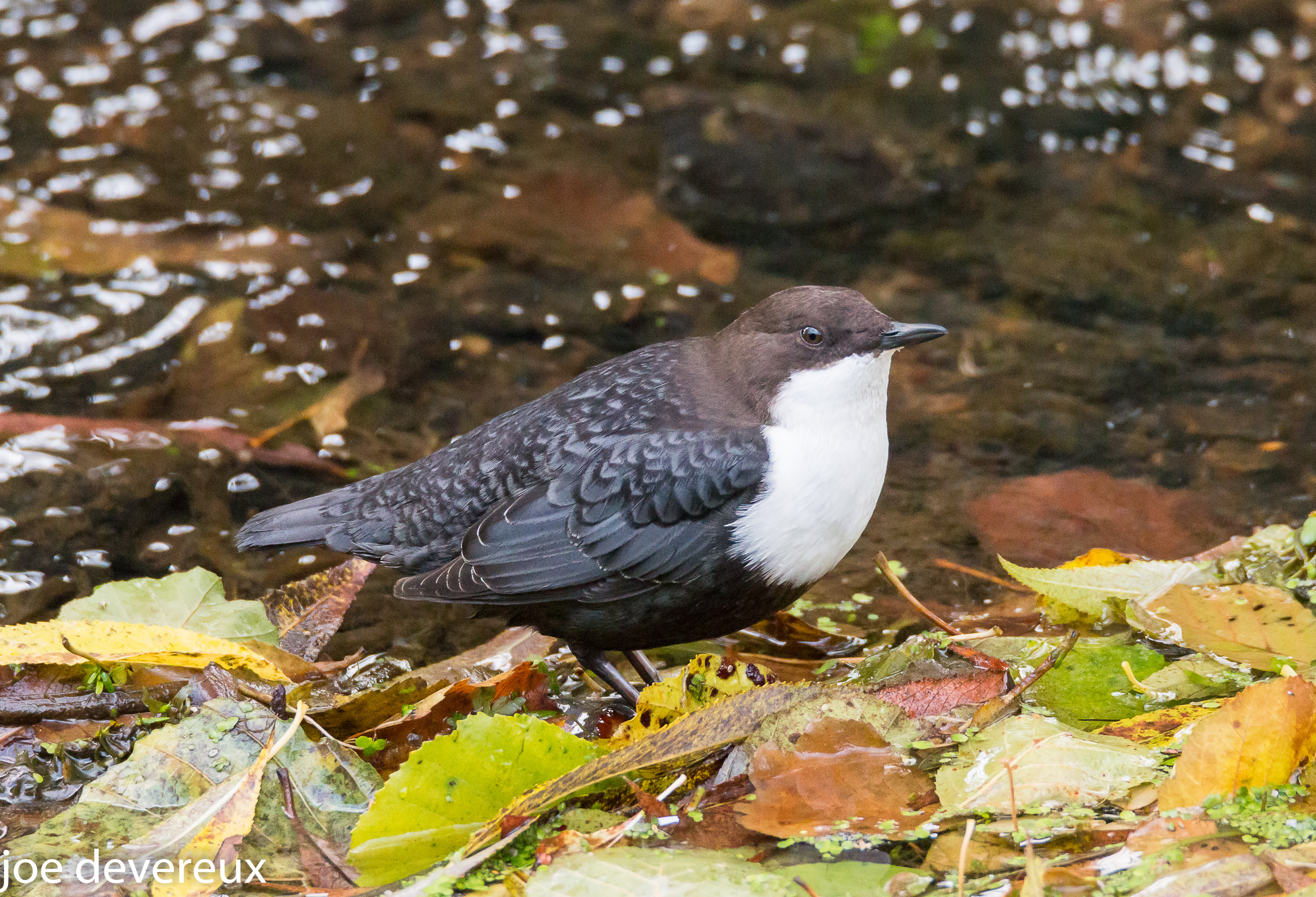
Cincle plongeur.
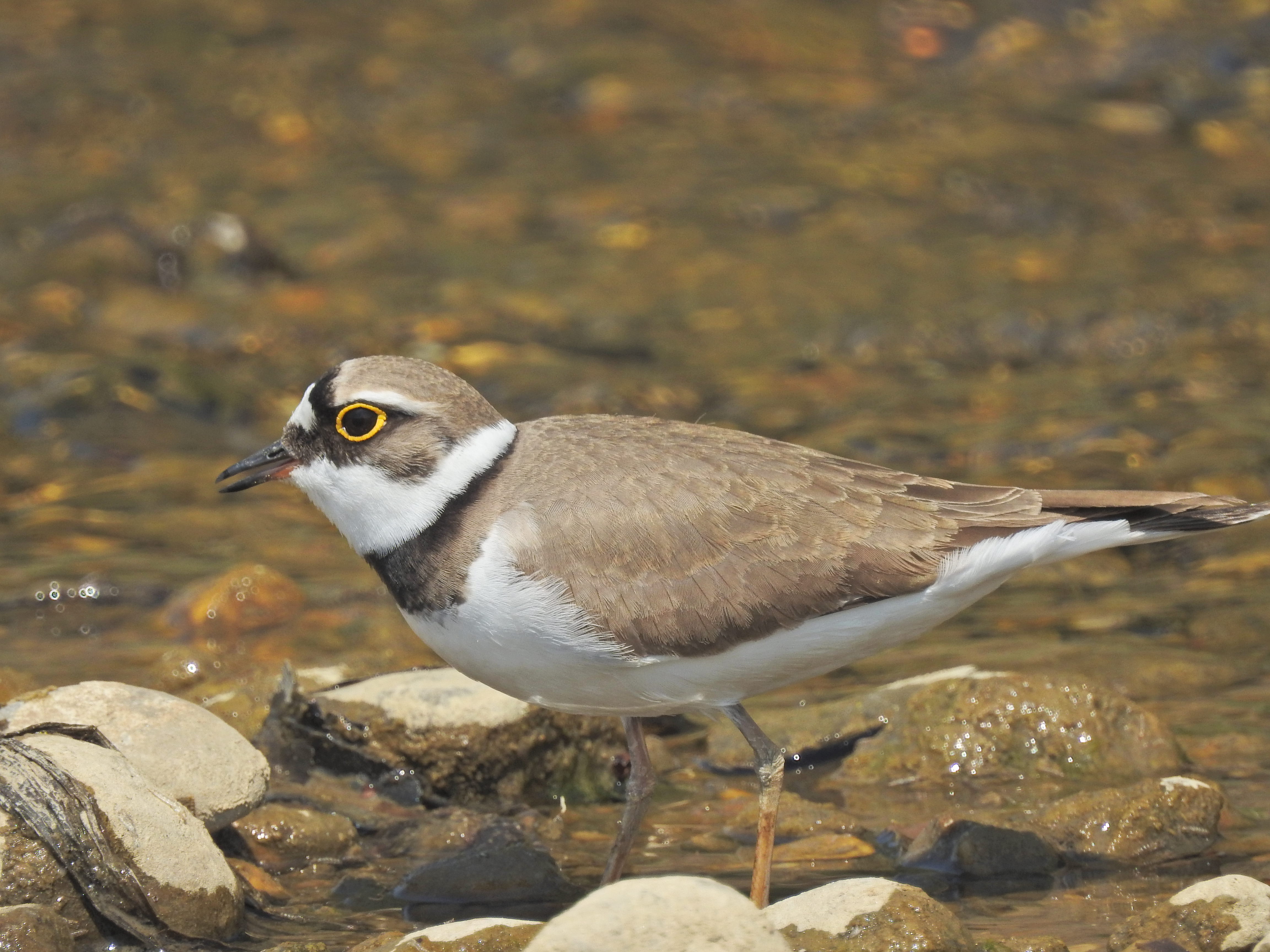
Petit Gravelot.
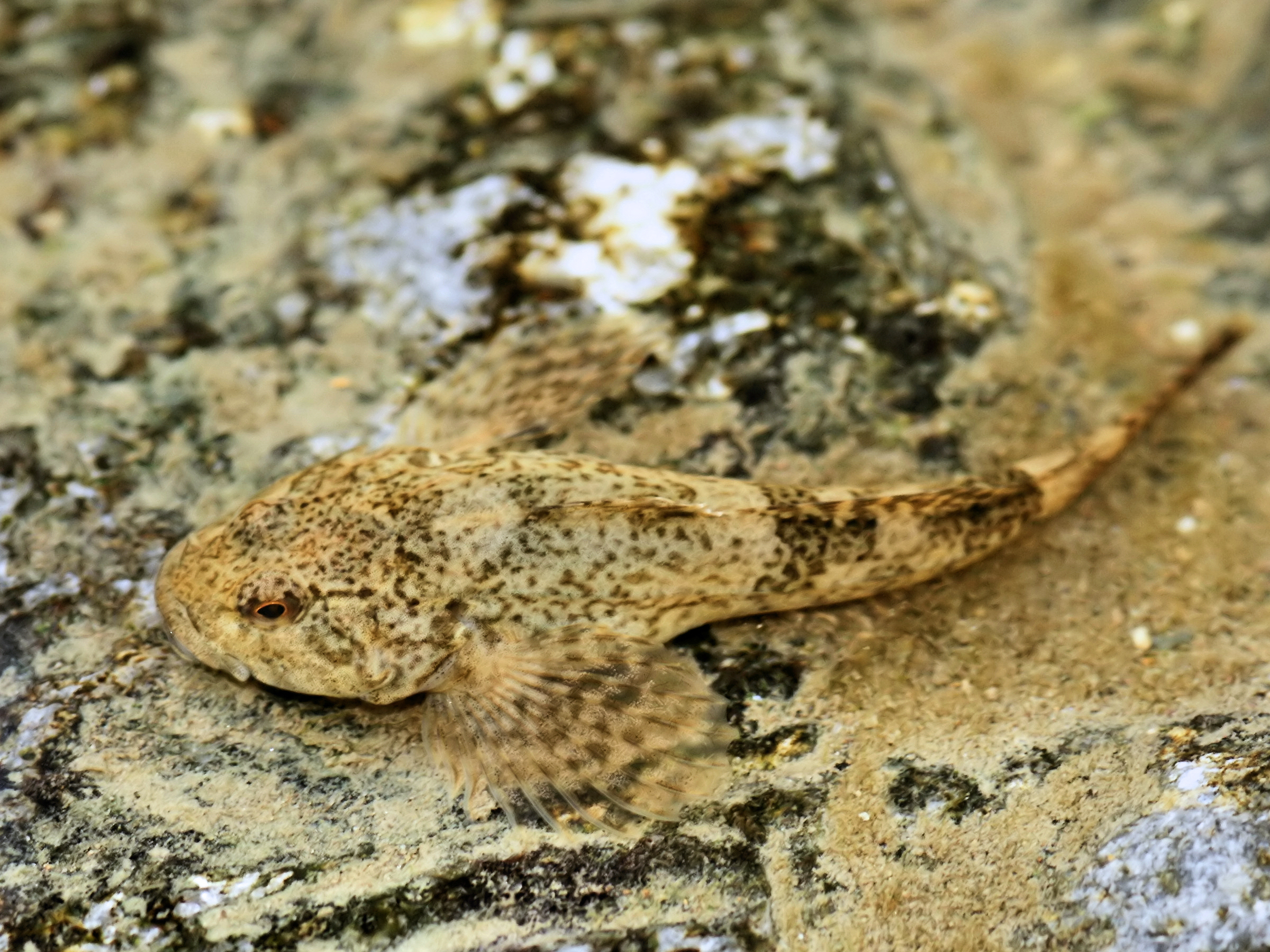
Chabot commun.
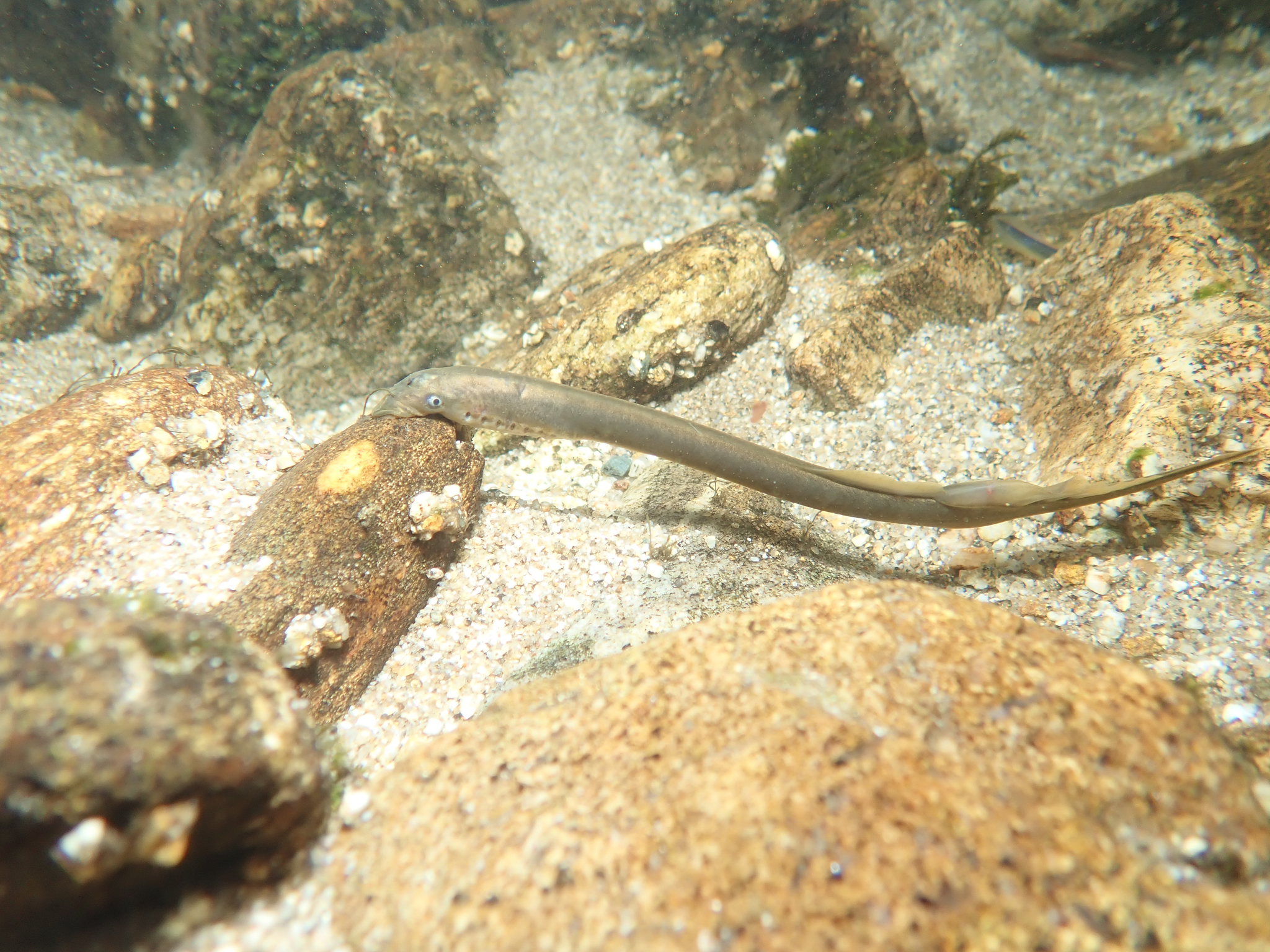
Lamproie de Planer.

## Flore
Quatre espèces déterminantes de plantes phanérogames ont été répertoriées dans la ZNIEFF en 2008 et 2009 : la Corydale à vrilles (Ceratocapnos claviculata), le Gaillet des rochers (Galium saxatile), la Jacinthe des bois (Hyacinthoides non-scripta) et la Laîche printanière (Carex caryophyllea).

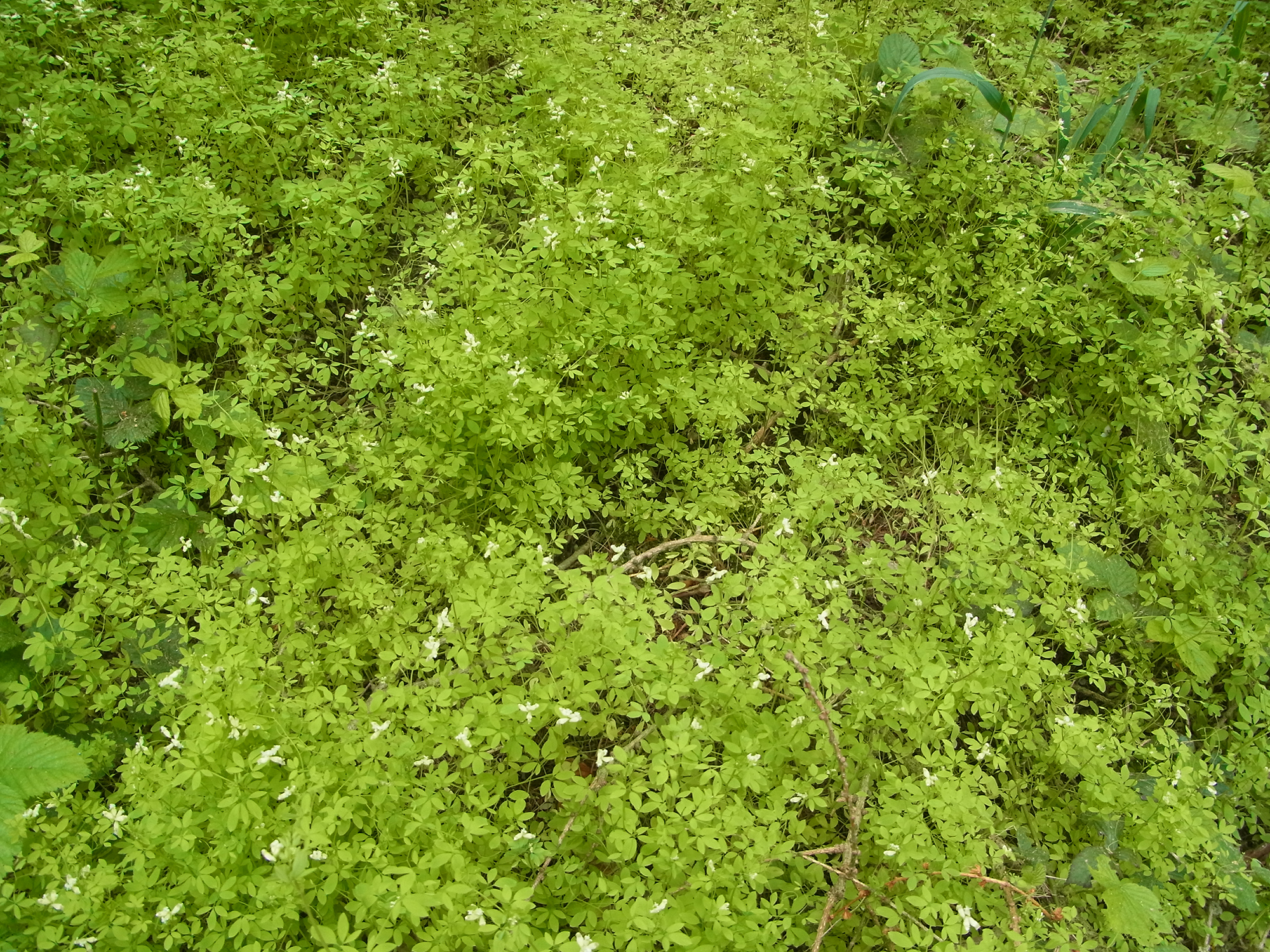
Corydale à vrilles.
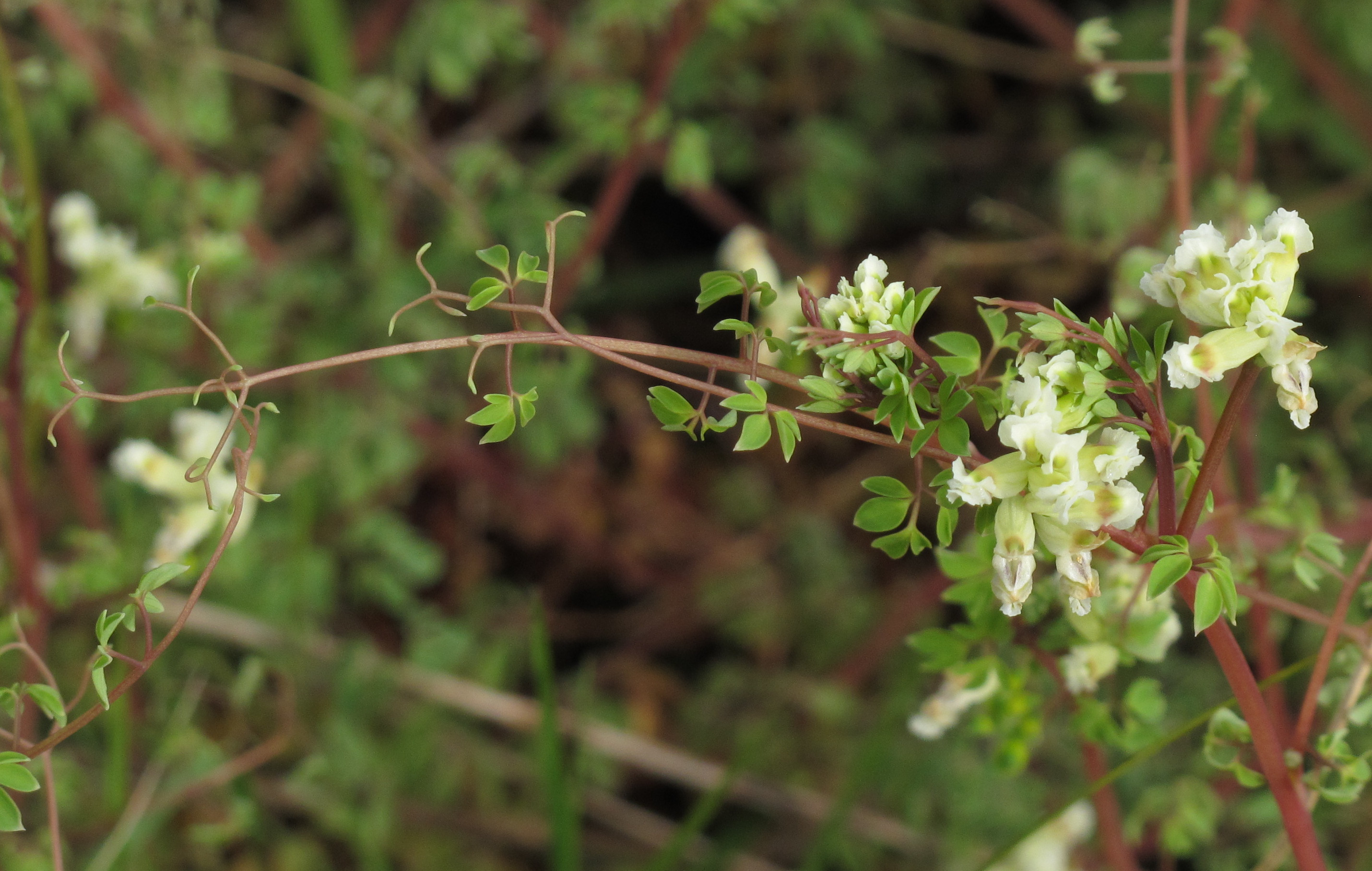
Fleurs de Corydale à vrilles.
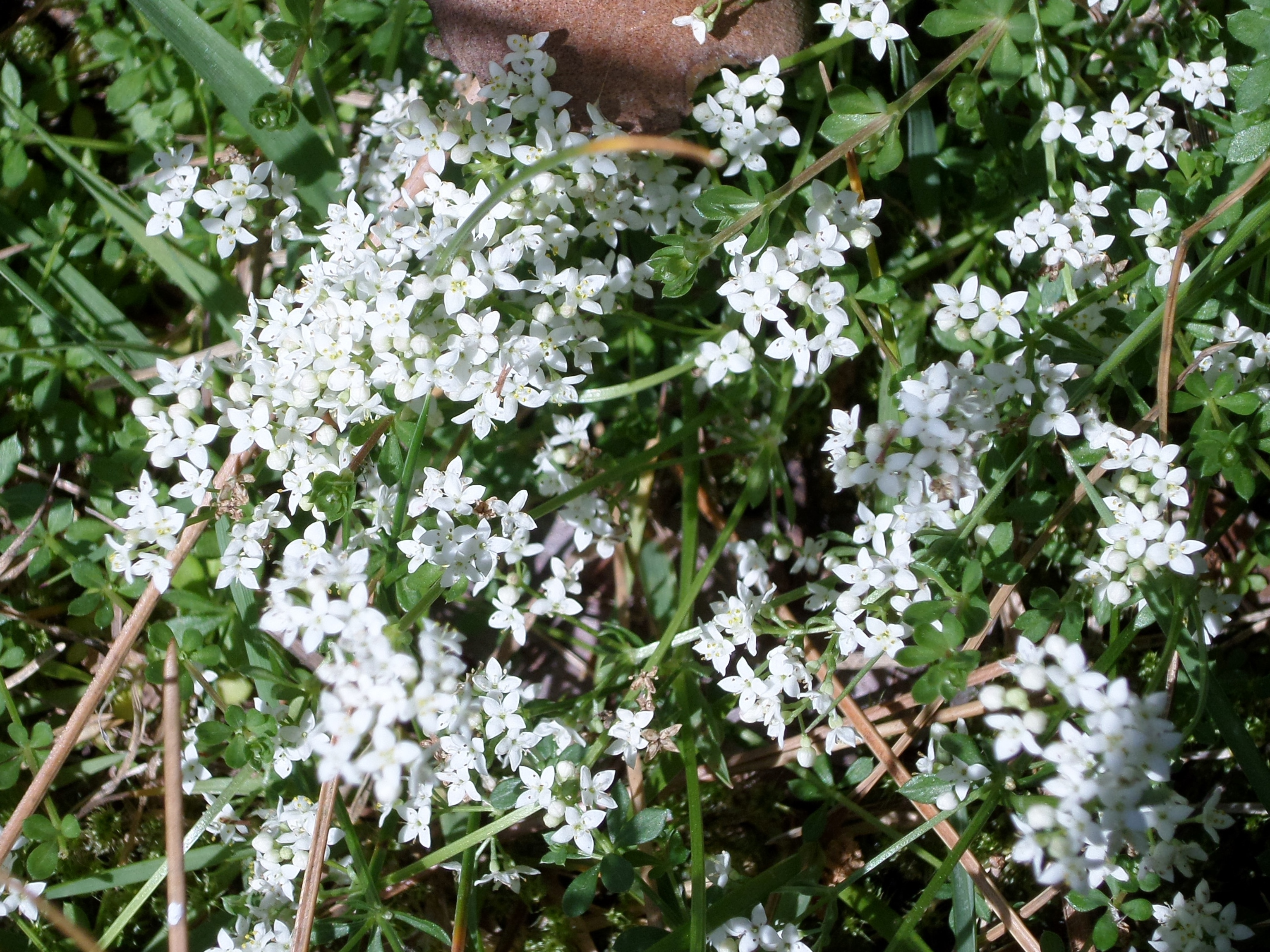
Gaillet des rochers.
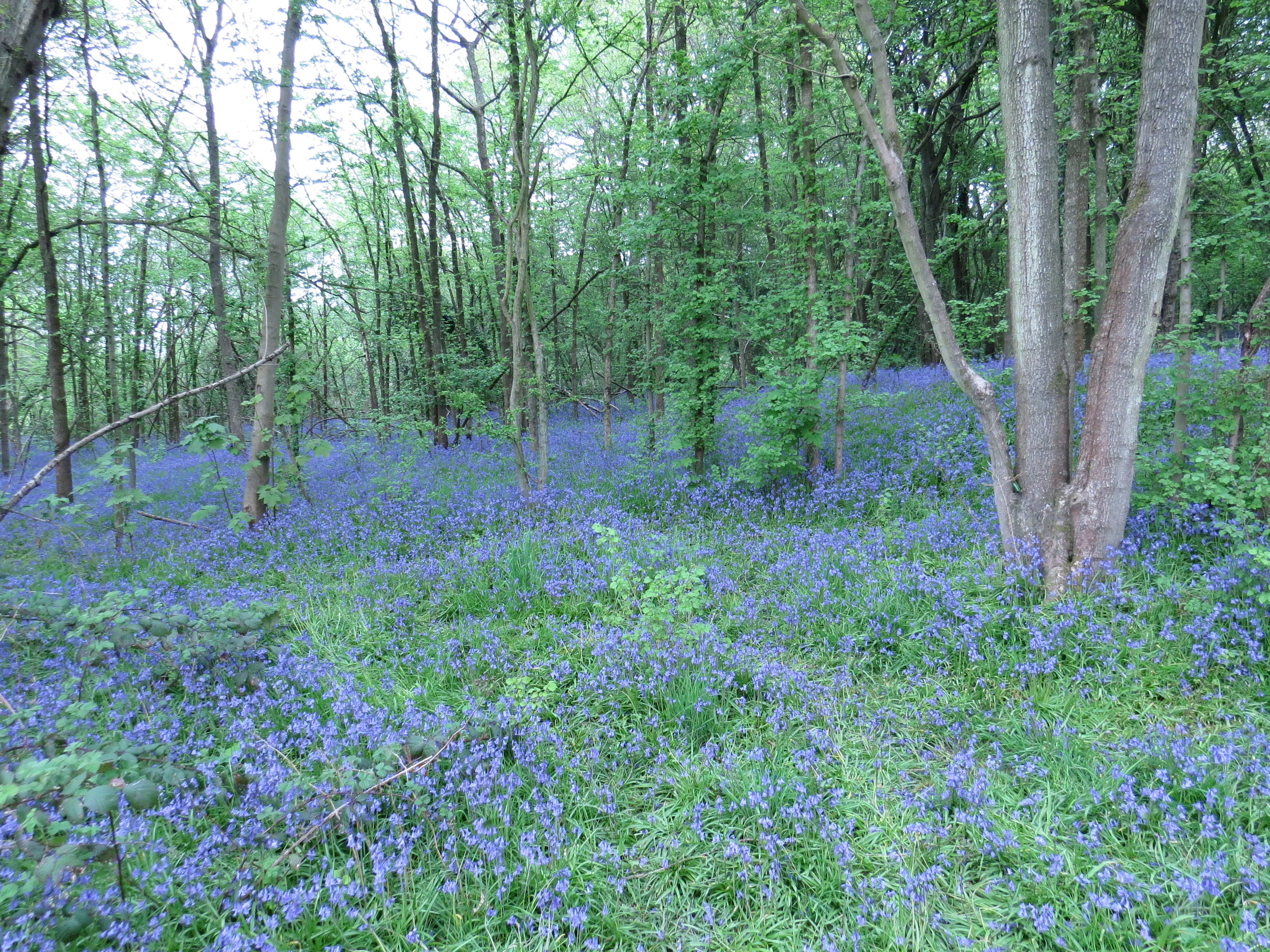
Jacinthes des bois.
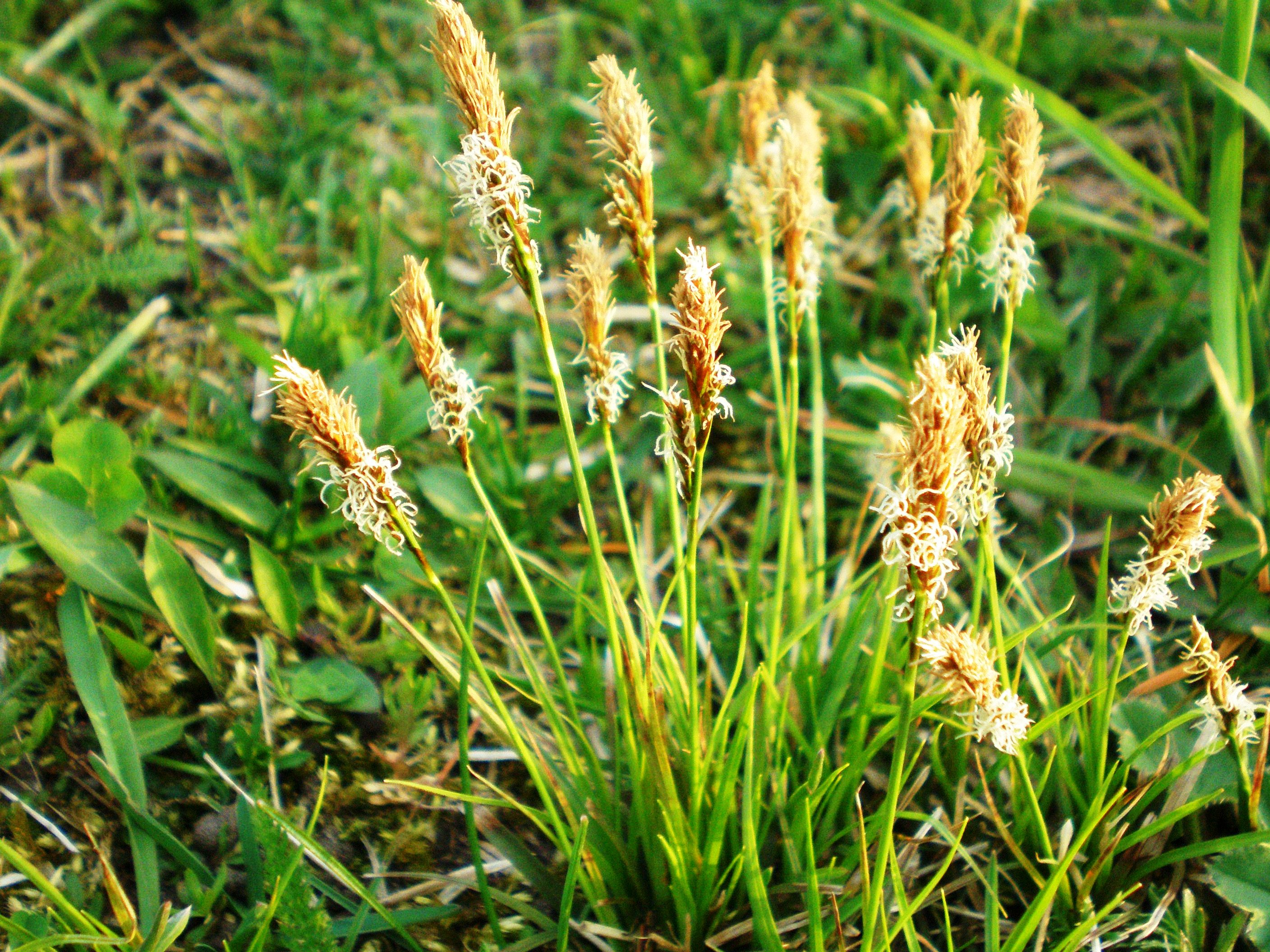
Épis de Laîche printanière.